# Березин, Сергей Михайлович
Сергей Михайлович Бере́зин (1937—2005) — советский и российский инженер-конструктор стрелково-пушечного вооружения, создатель комплексов вооружения для танков, боевых машин пехоты и бронетранспортёров. Награждён советскими и российским орденами, лауреат двух премий имени Сергея Мосина. Сын известного конструктора-оружейника М. Е. Березина.

## Биография
Родился 19 марта 1937 года в Туле, в семье известного тульского инженера-конструктора авиационного стрелково-пушечного вооружения Михаила Евгеньевича Березина. Закончив в 1954 году среднюю школу с золотой медалью, поступил в Тульский Механический институт, по специальности «Автоматические машины и установки». Закончил институт в 1960 году и был принят на работу в Тульское Конструкторское бюро приборостроения, в котором проработал всю свою жизнь. Прошёл карьеру от инженера-конструктора до руководителя направления. В 1979 году защитил кандидатскую диссертацию, в 1991 году стал доктором технических наук.
Участник множества научных изысканий в области стрелково-пушечного вооружения, включая участие в модернизации комплексов вооружения танков Т-64 и Т-72, создания комплексов вооружения для БМП-3 и БМД-4, а также — универсального модуля вооружения для бронетехники и катеров «Бахча-У».
Доктор технических наук, профессор, член-корреспондент Российской академии ракетных и артиллерийских наук Сергей Михайлович Березин получил 107 авторских свидетельств на изобретения, использованные в разработках предприятия, опубликовал 150 научных трудов. Внёс значительный вклад в разработку принципиально новой системы высокоточного оружия.

## Награды и премии
- орден Знак Почёта (1974)
- орден Трудового Красного Знамени (1982)
- Орден «За заслуги перед Отечеством» IV степени (1997)
- Премия имени С. И. Мосина (1984, 2000)
- Лауреат премии «За выдающиеся заслуги в создании комплексов вооружения и военной техники им. Тихонова и Пурцена» 2003 года[3].